# Soursweet
Pour plus de détails, voir Fiche technique et Distribution.
Soursweet est un film britannique réalisé par Mike Newell et sorti en 1988. Il s'agit d'une adaptation du roman Sour Sweet de Timothy Mo publié en 1982.
Il est présenté à la Quinzaine des réalisateurs du festival de Cannes 1988.

## Synopsis
Dans les années 1960, une famille d'immigrants venue de Hong Kong s'installe à Londres. Ils vont s'adapter tant bien que mal. Ils décident d'ouvrir un restaurant pour recréer un environnement familier.

## Fiche technique
- Réalisation : Mike Newell
- Scénario : Ian McEwan, d'après le roman Sour Sweet de Timothy Mo
- Durée : 110 minutes
- Photographie : Michael Garfath
- Musique : Randy Newman
- Dates de sortie :
  - France : 15 mai 1988 (festival de Cannes - Quinzaine des réalisateurs)
  - Royaume-Uni : 15 mai 1988

## Distribution
- Sylvia Chang : Lily
- Danny Dun : Chen
- Jodi Long : Mui
- Soon-Tek Oh : Red Cudgel
- William Chow : White Paper Fan
- Shih Chieh King : Night Brother
- Speedy Choo : Man Kee
- Jim Carter : M. Constantinides
- Craig Fairbrass : Driver
- David Tse : Fok
- Eddie Yeoh : Iron Plank